# Ким Чхоль Хо
Ким Чхоль Хо (кор. 김철호; род. 3 марта 1961, Осан) — южнокорейский боксёр, представитель второй наилегчайшей весовой категории. Выступал на профессиональном уровне в период 1978—1983 годов, владел титулом чемпиона мира по версии Всемирного боксёрского совета.

## Биография
Ким Чхоль Хо родился 3 марта 1961 года в городе Осан провинции Кёнгидо, Южная Корея.
Дебютировал в боксе на профессиональном уровне в октябре 1978 года, выиграв у своего соперника по очкам в четырёх раундах. В течение года одержал десять побед подряд, но затем потерпел поражение судейским решением от малоизвестного соотечественника Ким Ён Хвана.
В августе 1980 года завоевал титул чемпиона Южной Кореи во второй наилегчайшей весовой категории, который впоследствии благополучно защитил.
Благодаря череде удачных выступлений удостоился права оспорить титул чемпиона мира во втором наилегчайшем весе по версии Всемирного боксёрского совета (WBC), который на тот момент принадлежал венесуэльцу Рафаэлю Ороно. Ким отправился в Венесуэлу и в девятом раунде нокаутировал действующего чемпиона, забрав чемпионский пояс себе.
Полученный титул Ким Чхоль Хо сумел защитить пять раз, в том числе единогласным решением судей взял верх над японцем Дзиро Ватанабэ, будущим многократным чемпионом мира.
Лишился чемпионского пояса во время шестой защиты в ноябре 1982 года, когда вновь встретился с Рафаэлем Ороно и на сей раз потерпел поражение техническим нокаутов в шестом раунде.
Последний раз выступил на профессиональном уровне в октябре 1983 года, уступив по очкам тайцу Прайурасаку Муангсурину. В общей сложности провёл на профи-ринге 24 боя, из них 19 выиграл (в том числе 9 досрочно), 3 проиграл, тогда как в двух случаях была зафиксирована ничья.
Завершив спортивную карьеру, остался в боксе в качестве менеджера, в частности сотрудничал с известным корейским боксёром Мун Сон Гилем, чемпионом мира в двух весовых категориях.